# Décès en 1173
Décès
- 1169
- 1170
- 1171
- 1172
- 1173
- 1174
- 1175
- 1176
- 1177

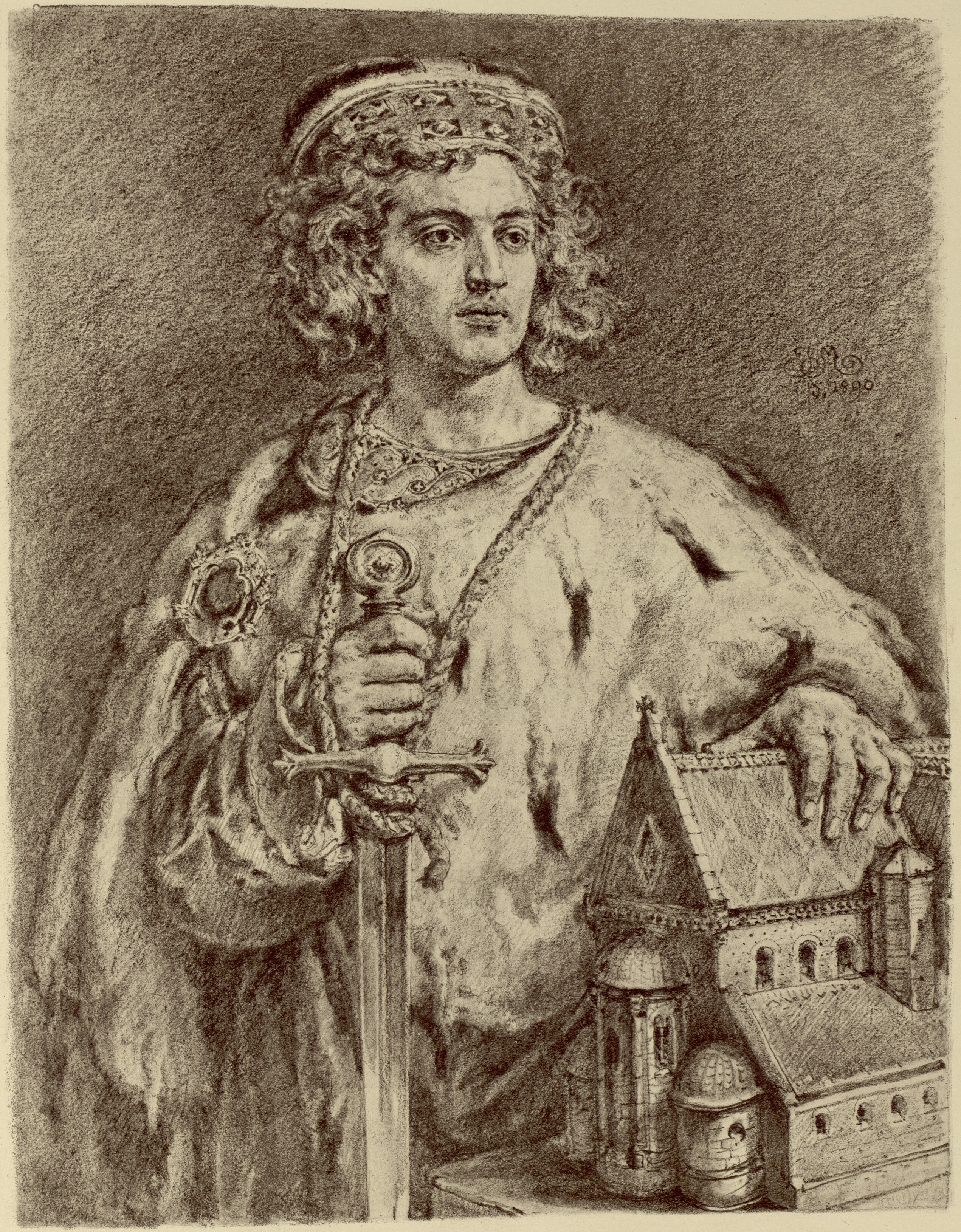
Boleslas IV de Pologne, mort en 1173.

Cette page dresse une liste de personnalités mortes au cours de l'année 1173 :
- 5 janvier : Boleslas IV le Frisé, duc de Pologne.
- 10 mars : Richard de Saint-Victor, mystique, théologien  et prieur de l'Abbaye Saint-Victor.
- 28 mars : Mstislav Andreevitch, noble russe.
- 10 mai : Raimbaut d'Orange, troubadour de Provence.
- 23 mai[1] : Euphrosyne de Polotsk à Jérusalem. Sainte protectrice de sa ville natale, Polotsk, et plus tard de toute la Biélorussie.
- 9 août : Ayyoub, officier kurde au service des émirs zengides, père de Saladin, le fondateur de la dynastie ayyoubide.
- 23 septembre : Fujiwara no Ikushi, impératrice consort du Japon.
- 6 octobre : Engelbert III de Sponheim, margrave d'Istrie.
- 15 octobre : Pétronille d'Aragon, reine d'Aragon et comtesse de Barcelone.
- 7 novembre : Uijong, 18e roi de Goryeo.

- Agnès de Hainaut, noble française.
- Benjamin de Tudèle, voyageur juif espagnol.
- Burislev de Suède, prétendant au trône de Suède.
- Geoffroy IV de Thouars, 17e vicomte de Thouars.
- Godefroy de Huy, orfèvre mosan.
- Guifred Estruch, chevalier catalan, vampire de légende.
- Kol de Suède, prétendant au trône de Suède.
- Mathieu d'Alsace, comte de Boulogne.
- Naratheinkha, roi de Pagan en Birmanie (assassinat)[2].
- Nersès IV Chnorhali, catholicos de l'Église apostolique arménienne.
- Onfroy III de Toron, seigneur d'Outre-Jourdain et de Montréal.

## Crédit d'auteurs
- Cet article est partiellement ou en totalité issu de l'article intitulé « 1173 » (voir la liste des auteurs).